# Eremogryllodes fitzgeraldi
Eremogryllodes fitzgeraldi is een rechtvleugelig insect uit de familie mierenkrekels (Myrmecophilidae). De wetenschappelijke naam van deze soort is voor het eerst geldig gepubliceerd in 1948 door Lucien Chopard.